# Lovački pas
Lovački pas je pojam koji obuhvaća skupinu pasmina domaćih pasa koje se koriste u različitim područjima lova. 

## Pasmine lovačkih pasa[1]
- terijeri: njemački lovni terijer, foksterijer kratkodlaki, foksterijer oštrodlaki, parson russell terijer, jack russell terijer, graničarski terijer i češki terijer
- jazavčari: standardni, patuljasti i kunićar u sva tri tipa dlake
- goniči: istarski kratkodlaki gonič, istarski oštrodlaki gonič, posavski gonič, bosanski oštrodlaki gonič – barak, srpski gonič, srpski trobojni gonič, planinski gonič, slovački kopov, tirolski gonič, dalmatinski pas, bigl, baset i zapadno sibirska lajka
- krvosljednici: bavarski krvosljednik, hanoverski krvosljednik i alpski brak-jazavčar
- ptičari: njemački ptičar kratkodlaki, njemački ptičar oštrodlaki, njemački ptičar dugodlaki, pudlpointer, vajmarski ptičar, francuski ptičar gaskonjski tip, talijanski ptičar kratkodlaki, talijanski ptičar oštrodlaki, mađarska vižla kratkodlaka, mađarska vižla oštrodlaka, mali minsterlander, veliki minsterlander, epanjel breton, korthalsov grifon, češki fousek, pointer, engleski seter, gordon seter i irski seter
- donosači divljači (retriveri): labrador retriver, zlatni retriver, ravnodlaki retriver, kovrčavi retriver, novoškotski retriver lovac na patke i retriver zaljeva Chesapeak
- dizači divljači: engleski koker španijel, engleski špringer španijel, velški špringer španijel, klamber španijel, njemački prepeličar, sussex španijel i field španijel.